# Henry Jarvis Raymond
Henry Jarvis Raymond (ur. 24 stycznia 1820 w Limie w Nowym Jorku, zm. 18 czerwca 1869 w Nowym Jorku) – amerykański polityk, członek Partii Wigów, później Partii Republikańskiej.

## Działalność polityczna
W 1850 i 1851 zasiadał w New York State Assembly. Od 1855 do 1856 był zastępcą gubernatora Nowego Jorku. W okresie od 4 marca 1865 do 3 marca 1867 przez jedną kadencję był przedstawicielem 6. okręgu wyborczego w stanie Nowy Jork w Izbie Reprezentantów Stanów Zjednoczonych.